# Marte Um
Marte Um é um filme de drama brasileiro de 2022 escrito e dirigido por Gabriel Martins. Estrelado por Cícero Lucas, Carlos Francisco, Rejane Faria e Camilla Damião, o filme conta a história de Deivinho, um menino negro de classe média baixa que tem o sonho de tornar-se astrofísico e integrar o projeto Mars One de colonização do planeta Marte. Após estrear no Festival Sundance de Cinema em janeiro de 2022, o filme foi exibido em diversos festivais internacionais e venceu quatro prêmios no Festival de Cinema de Gramado, incluindo o Prêmio Especial do Júri.
Marte Um estreou nos cinemas brasileiros em 25 de agosto de 2021, com distribuição da Embaúba Filmes. Em setembro de 2022, o filme foi indicado pela Academia Brasileira de Cinema como o representante brasileiro para concorrer ao Oscar de Melhor Filme Internacional de 2023. Porém não foi indicado ao prêmio.

## Enredo
Ambientado no Brasil entre o final de 2018 e início de 2019, depois da eleição de Jair Bolsonaro para presidente da República, Marte Um acompanha os Martins, uma família negra de classe média-baixa vivendo sob um governo de extrema-direita em Contagem, a cerca de 20 quilômetros de Belo Horizonte. O pai, Wellington, trabalha como porteiro de um prédio burguês há anos. Participante das reuniões dos Alcoólicos Anônimos, está sóbrio há quatro anos. Torcedor do Cruzeiro, ele deposita todas as suas esperanças financeiras na carreira de seu filho no futebol, mas Deivinho sonha em estudar astrofísica e integrar o projeto Mars One de colonização do planeta Marte.
Eunice, a filha mais velha, estudante de Direito, apaixona-se por Joana e decide morar com a namorada, mas teme o preconceito dos pais por sua orientação sexual. No dia em que leva a namorada para casa, anunciando-a inicialmente como amiga, a família assiste na televisão ao clássico Atlético x Cruzeiro. Quando os pais percebem que as duas têm as mãos entrelaçadas, se irritam. No dia da mudança de casa, Wellington se recusa a se despedir da filha, mas recebe um abraço dela. Com a companheira, ela compra ingresso para uma palestra de Neil deGrasse Tyson para o irmão, fascinado pelo cientista estadunidense. O evento, porém, ocorrerá no mesmo final de semana de uma peneira que Wellington consegue, por intermédio de Juan Pablo Sorín, para o filho no Cruzeiro.
Tércia, a mãe, acredita estar amaldiçoada após ser alvo de uma pegadinha em padaria no centro de Belo Horizonte em que um homem finge jogar dinamite no estabelecimento. Depois do ocorrido, ela desenvolve insônia e angústia constantes, além de sensibilidade a ruídos de estouros, o que a leva a se consultar com uma médica e passar por uma sessão de limpeza espiritual. Para não atrair azar para o teste do filho no Cruzeiro, Tércia decide viajar de ônibus para a Juatuba, a cidade para onde a passagem é mais barata, visto que a família começa a passar por dificuldades financeiras com o aumento da inflação. Na rodoviária, prestes a comprar o bilhete, ela encontra o mesmo ator que lhe pregou a pegadinha na padaria meses antes, e que teria disparado a sua maré de azar, o agride e joga a câmera do cinegrafista no chão.
Nesse mesmo dia, Wellington descobre que Flávio, seu colega de trabalho, furtou os pertences do apartamento da síndica do prédio, que deixara a chave de sua moradia com Wellington enquanto viajava. Por causa do incidente, o pai da família Martins é sumariamente demitido. Ao chegar em casa, ele descobre que Deivinho quebrou a perna descendo uma ladeira de bicicleta e não poderá participar da peneira. Triste pela perda do emprego e da esperança no futuro de futebolista do filho, Wellington arranca a medalha de sobriedade que carrega no pescoço, bebe num bar e volta para casa embrigado de madrugada.
No dia seguinte, o pai, acompanhado da filha e da esposa, comparece a uma reunião dos Alcoólicos Anônimos. Nesse mesmo dia, Tércia descobre que o ônibus que pegaria se acidentou na estrada, vitimando todos os passageiros. À noite, Deivinho mostra a família o telescópio que construiu sozinho com materiais reutilizados e apresenta à família o planeta Marte.

## Elenco
- Cícero Lucas como Deivinho[5]
- Carlos Francisco como Wellington
- Camilla Damião como Eunice
- Rejane Faria como Tércia
- Russo Apr como Flávio
- Robson Vieira como Moisés
- Tokinho como ele mesmo
- Thiago Cesário como Sandy
- Ana Hilário como Joana
- Felipe Santos como Felipe
- Juan Pablo Sorín como ele mesmo

## Produção

### Desenvolvimento
Inspirado pela derrota do Brasil pela Alemanha na Copa do Mundo de 2014, o roteirista e diretor Gabriel Martins começou a escrever o roteiro de Marte Um naquele mesmo ano.'Mars One': Interview with director: Gabriel Martins.. In: filmfestivals.com, 24. Januar 2022.</ref> Martins disse que, desde o início, o objetivo era contextualizar o filme na época que fosse filmado, e que qualquer evento de grande porte que acontecesse seria adaptado para o roteiro, o que aconteceu com as eleições gerais no Brasil em 2018. O título do filme foi tirado do projeto neerlandês Mars One, que tinha o objetivo de instalar uma colônia humana permanente em Marte.
Marte Um foi produzido pela produtora Filmes de Plástico, fundada por Martins, André Novais Oliveira, Thiago Macêdo Correia e Maurílio Martins em Contagem, em parceria com o Canal Brasil. Em 2016 o filme foi selecionado pelo edital Longa BO Afirmativo, realizado pela Secretaria do Audiovisual do extinto Ministério da Cultura e pela Agência Nacional do Cinema (Ancine), que fornece recursos destinados a filmes inéditos de ficção dirigidos por cineastas negros. Marte Um também recebeu apoio financeiro do Projeto Paradiso, do Instituto Olga Rabinovich.

### Elenco e filmagem

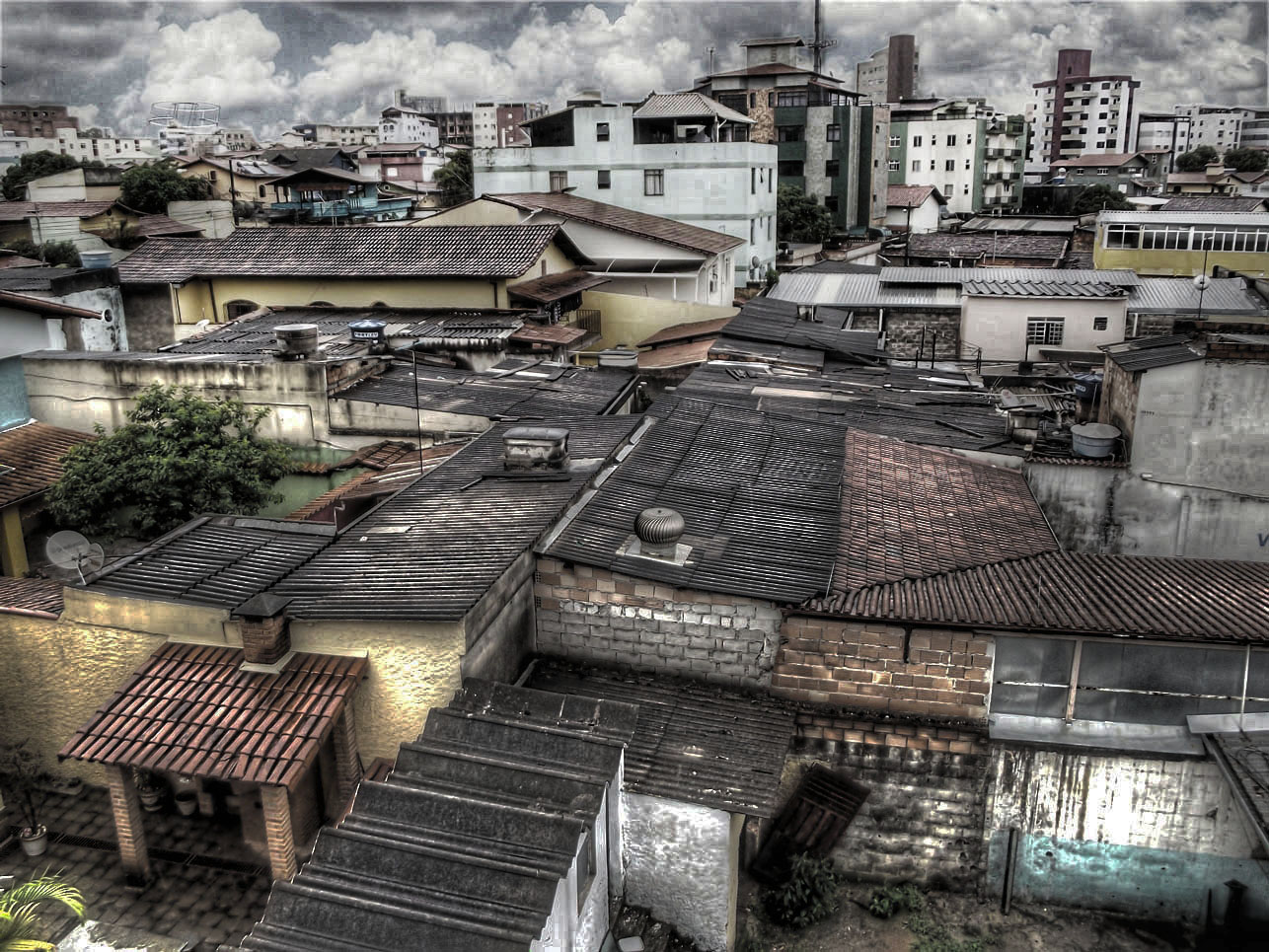
Deivinho e família moram na periferia de Contagem

É o primeiro papel no cinema de Cícero Lucas, que interpreta Deivinho. O diretor o conheceu quatro anos antes do início das filmagens em uma apresentação de um grupo de samba. Camilla Souza, que interpreta sua irmã Eunice, tem experiência como atriz e está em seu primeiro grande papel em Marte Um. Carlos Francisco e Rejane Faria, que interpretam seus pais Wellington e Tércia, são atores de teatro e fazem sua estreia no cinema em papéis principais. Eles já interpretaram um casal de pais no curta-metragem de Martins de 2017 Nada. O influenciador digital Tokinho e o futebolista Juan Pablo Sorín também fizeram uma participação especial no filme.
As gravações do filme começaram no final de 2018. Ambientado em Contagem, Minas Gerais, o filme teve cenas gravadas no bairro Milanez. Em Belo Horizonte, foi gravado no Parque Ecológico da Pampulha, no bairro do Barro Preto, e na região de Nova Lima. Martins disse que achar as locações nessas cidades "foi um pesadelo; conseguir aprovação para filmar foi a parte mais desgastante". Leonardo Feliciano, com quem Martins já havia trabalhado em seu filme de terror O Nó do Diabo, atuou como diretor de fotografia.

## Lançamento
Marte Um estreou em 20 de janeiro de 2022 no Festival Sundance de Cinema.Jeremy Kay: Sundance Q&A: 'Mars One' director Gabriel Martins on why Brazil’s indie filmmakers are “staring into an empty space”. In: screendaily.com, 20. Januar 2022.</ref> Antes mesmo da estreia no festival, a Magnolia Pictures adquiriu os direitos de distribuição internacional do filme. No início de fevereiro de 2022, o filme foi exibido no Festival de Cinema de Gotemburgo, e no final de abril, no Festival Internacional de Cinema de São Francisco. Em maio de 2022, Marte Um foi exibido no Inside Out LGBTQ Festival. Em junho, foi exibido no Festival de Cinema de Tribeca, e em meados de julho no Outfest Los Angeles. Em agosto de 2022, foi exibido no Festival Internacional de Cinema de Melbourne e no Festival Internacional de Cinema de Edimburgo.
Em 25 de agosto de 2022 Marte Um foi lançado nos cinemas do Brasil, com distribuição da Embaúba Filmes. Em setembro de 2022, o filme foi indicado pela Academia Brasileira de Cinema como o representante brasileiro para concorrer ao Oscar de Melhor Filme Internacional de 2023.

## Recepção

### Crítica
No agregador de críticas dos Estados Unidos, o Rotten Tomatoes, na pontuação onde a equipe do site categoriza as opiniões da  grande mídia e da mídia independente apenas como positivas ou negativas, o filme tem um índice de aprovação de 100% calculado com base em 17 comentários dos críticos. Por comparação, com as mesmas opiniões sendo calculadas usando uma média aritmética ponderada, a nota alcançada é 8,2/10. O Metacritic, que usa uma média ponderada, atribuiu ao filme uma pontuação de 82 em 100, baseado em 10 críticas, indicando "aclamação universal". 

## Prêmios e indicações
1. ↑  «'Marte Um': belo drama nacional sobre uma família pobre – e sonhadora | Em Cartaz». VEJA. Consultado em 4 de setembro de 2022
2. 1 2 3 4  Kay2022-01-20T16:02:00+00:00, Jeremy. «Sundance Q&A: 'Mars One' director Gabriel Martins on why Brazil's indie filmmakers are "staring into an empty space"». Screen (em inglês). Consultado em 6 de setembro de 2022
3. 1 2  «MARS ONE: Interview with director: Gabriel Martins.». www.filmfestivals.com (em inglês). 24 de janeiro de 2022. Consultado em 6 de setembro de 2022
4. ↑  John Hopewell: Director to Track Gabriel Martins Talks Brazilian Cinema, His Ventana Sur Paradiso WIP Award for 'Mars One'. In: Variety, 2. Dezember 2021.
5. ↑  AdoroCinema, Todo o elenco do filme Marte Um, consultado em 6 de setembro de 2022
6. 1 2 3 4 5 6 7  Peixoto, Mariana (22 de agosto de 2022). «Filme 'Marte Um' defende o sonho de uma família preta da periferia de BH». Estado de Minas. Consultado em 6 de setembro de 2022
7. 1 2 3  Escorel, Eduardo (24 de agosto de 2022). «Marte Um – rumo ao planeta vermelho». piauí. Consultado em 6 de setembro de 2022
8. ↑  Nunes, Safo (20 de janeiro de 2022). «'Marte Um' estreia no Festival de Sundance 2022 e recebe apoio do Projeto Paradiso». Projeto Paradiso. Consultado em 6 de setembro de 2022
9. ↑  Jeremy Kay: Sundance Q&A: 'Mars One' director Gabriel Martins on why Brazil’s indie filmmakers are “staring into an empty space”. In: screendaily.com, 20. Januar 2022.
10. ↑  Jeremy Kay: Sundance Q&A: 'Mars One' director Gabriel Martins on why Brazil’s indie filmmakers are “staring into an empty space”. In: screendaily.com, 20. Januar 2022.
11. ↑  D'Alessandro, Anthony; D'Alessandro, Anthony (12 de janeiro de 2022). «Magnolia Pictures International Acquires Global To 'Mars One' Ahead Of Sundance Premiere». Deadline (em inglês). Consultado em 6 de setembro de 2022
12. ↑  «Mars One». Göteborg Film Festival (em sueco). Consultado em 6 de setembro de 2022
13. ↑  «SFFILM Announces Full Lineup for 2022 San Francisco International Film Festival». SFFILM (em inglês). 30 de março de 2022. Consultado em 6 de setembro de 2022
14. ↑  James Kleinmann: Inside Out Toronto 2SLGBTQ+ Film Festival announces full lineup for in-person & virtual 32nd edition. In: thequeerreview.com, 6. Mai 2022.
15. ↑  «Mars One | 2022 Tribeca Festival». Tribeca. Consultado em 6 de setembro de 2022
16. ↑  «Virtual Encore». 2022 Outfest LA LGBTQ+ Film Festival (em inglês). Consultado em 6 de setembro de 2022
17. ↑  «Mars One». MIFF 2022 (em inglês). Consultado em 6 de setembro de 2022
18. ↑  «Mars One (Marte Um) | Edinburgh International Film Festival». www.edfilmfest.org.uk. Consultado em 6 de setembro de 2022
19. ↑  «'Marte um' irá representar o Brasil na corrida pelo Oscar de melhor filme internacional». O Globo. Consultado em 5 de setembro de 2022
20. ↑  «Mars One». Rotten Tomatoes (em inglês). Consultado em 5 de agosto de 2022
21. ↑  «Mars One Reviews». www.metacritic.com (em inglês). Consultado em 19 de fevereiro de 2025
22. ↑  Chagas, Gustavo. «'Marte Um', indicado pelo Brasil para disputar vaga no Oscar 2023, ganhou 4 prêmios no Festival de Gramado». G1. Consultado em 6 de setembro de 2022
23. ↑  «Mars One - Cleveland International Film Festival :: March 22 - April 1, 2023». Cleveland International Film Festival (em inglês). Consultado em 6 de setembro de 2022
24. ↑  «Outfest Los Angeles Film Festival Announces 2022 Award Winners». Awards Daily (em inglês). 27 de julho de 2022. Consultado em 6 de setembro de 2022
25. ↑  «Cine Latino Competition at the 65th San Francisco Film Festival». Cinema Tropical (em inglês). Consultado em 6 de setembro de 2022
26. ↑  «Five movies to compete for the 10th Sebastiane Latino Award». San Sebastian Film Festival (em inglês). Consultado em 6 de setembro de 2022
27. ↑  Hopewell, John (20 de janeiro de 2022). «Brazilian Director Gabriel Martins Talks Sundance World Competition Player 'Mars One'». Variety (em inglês). Consultado em 6 de setembro de 2022
28. ↑  https://screamyell.com.br/site/2023/02/06/apca-define-os-premiados-de-2022-em-10-categorias/ Em falta ou vazio |título= (ajuda)
29. ↑  https://academiabrasileiradecinema.com.br/confira-os-vencedores-do-grande-premio-do-cinema-brasileiro-2023/ Em falta ou vazio |título= (ajuda)